# Český ráj (mikroregion)
Český ráj je dobrovolný svazek obcí v okresu Jičín a okresu Mladá Boleslav a okresu Semily, jeho sídlem je Vyskeř a jeho cílem je vzájemná spolupráce a koordinace činností v oblasti rozvoje regionu. Sdružuje celkem 14 obcí a byl založen v roce 1999.

## Obce sdružené v mikroregionu
- Branžež
- Dobšín
- Hrubá Skála
- Kacanovy
- Karlovice
- Kněžmost
- Ktová
- Olešnice
- Troskovice
- Vyskeř
- Libošovice
- Mladějov
- Sobotka
- Osek